# Adolph Malan
Adolph Gysbert Malan (ur. 24 marca 1910 w Wellington, zm. 17 września 1963 w Kimberley) – południowoafrykański lotnik, as myśliwski okresu II wojny światowej.

## Życiorys

### Młodość
Urodził się w Wellington w Kolonii Przylądkowej. W 1924 lub 1925 zaciągnął się jako kadet na południowoafrykański okręt szkolny General Botha. 5 stycznia 1928, w stopniu podchorążego zaokrętował na statek marynarki handlowej Landsdown Castle. 19 lutego 1932 wstąpił do Royal Naval Reserve, 18 czerwca 1935 otrzymał promocję na pierwszy stopień oficerski, podporucznika marynarki. Służbie w marynarce zawdzięcza swój późniejszy pseudonim Sailor (żeglarz).
W 1935 wstąpił do Royal Air Force, gdzie przeszedł przeszkolenie na dwupłatowcach de Havilland Tiger Moth w szkole pilotażu podstawowego w Bristolu, swój pierwszy indywidualny lot odbył 6 stycznia 1936. 2 marca został mianowany podporucznikiem (pilot officer), po dalszym szkoleniu został przydzielony 20 grudnia 1936 do 74 dywizjonu. W sierpniu objął dowództwo eskadry A (A flight). 20 maja 1938 awansował na porucznika (flying officer) a 2 marca 1939 na kapitana (flight lieutenant).

### II wojna światowa
6 września 1939 eskadra A 74 dywizjonu została wysłana na przechwycenie domniemanego wroga namierzonego radarem. W rzeczywistości były to hurricany z 56 dywizjonu. Malan, początkowo wydał rozkaz ataku na hurricany lecz szybko zdał sobie sprawę z pomyłki i dał rozkaz przerwania walki. Jednak dwóch pilotów, Paddy Byrne i John Freeborn, do których rozkaz nie dotarł zestrzeliło 2 przyjacielskie myśliwce, zginął jeden lotnik, Montague Hulton-Harrop. Malan przed sądem wojennym nie przyznał się do winy. Zeznawał przeciwko swoim pilotom twierdząc że Freeborn był nieodpowiedzialny, porywczy i nie słuchał ważnych rozkazów. To spowodowało, że obrońca Freeborna, Patrick Hastings nazwał Malana bezczelnym kłamcą. Asystentem Hastingsa był Roger Bushell londyński adwokat oraz pilot pomocniczej służby RAF (Royal Auxiliary Air Force) który w 1943 poprowadził Wielką Ucieczkę ze Stalagu Luft III w Żaganiu. Sąd orzekł, że cały incydent był niefortunnym błędem i uniewinnił obu pilotów. To wydarzenie jest znane jako Bitwa nad Barking Creek.
Podczas operacji Dynamo Malan wykazał swojego nieustraszonego ducha bojowego. W trakcie starcia z wrogiem wymienił z zimną krwią żarówkę celownika po czym wrócił do walki. 28 czerwca 1940 otrzymał Distinguished Flying Cross za 5 zwycięstw powietrznych. W nocy z 19 na 20 czerwca 1940 zestrzelił 2 heinkle He 111.
Malan oraz inni doświadczeni piloci postanowili zrezygnować z klucza na kształt litery V używanego w RAF i zastosować luźniejszy szyk, formacje czterech palców, opracowany przez Luftwaffe w czasie hiszpańskiej wojny domowej pod nazwą Schwarm (rój). 28 lipca 1940 Malan miał spotkać w powietrzu niemieckiego asa Möldersa i ranić go w walce ostrzeliwując jego samolot. Jednak najnowsze badania skłaniają się ku wersji że Mölders został ranny w walce z  41 dywizjonem[potrzebne źródło].
8 sierpnia 1940 Malan awansował na majora (squadron leader) i został dowódcą 74 dywizjonu. Trzy dni później o siódmej rano, jego dywizjon wystartował na przechwycenie nalotu nad Dover, po porannym nalocie nastąpiły 3 kolejne które trwały cały dzień. 74 zgłosił 38 zestrzeleń.
Malan był znany ze swoich skłonności do hazardu i często był winny pieniądze swoim podwładnym. Był również starszy od swoich podkomendnych i choć lubił towarzystwo, większość czasu spędzał ze swoją żoną mieszkającą niedaleko Biggin Hill. W późniejszym czasie brał udział jedynie w pierwszym locie dnia, następnie przekazywał dowództwo podwładnemu, a sam zajmował się papierkową robotą. Mimo lodowatych stosunków, po bitwie nad Barking Creek, z Johnem Freebornem często wyznaczał go na dowódcę a tym samym pokazał, że potrafi oddzielić sprawy prywatne od zawodowych.

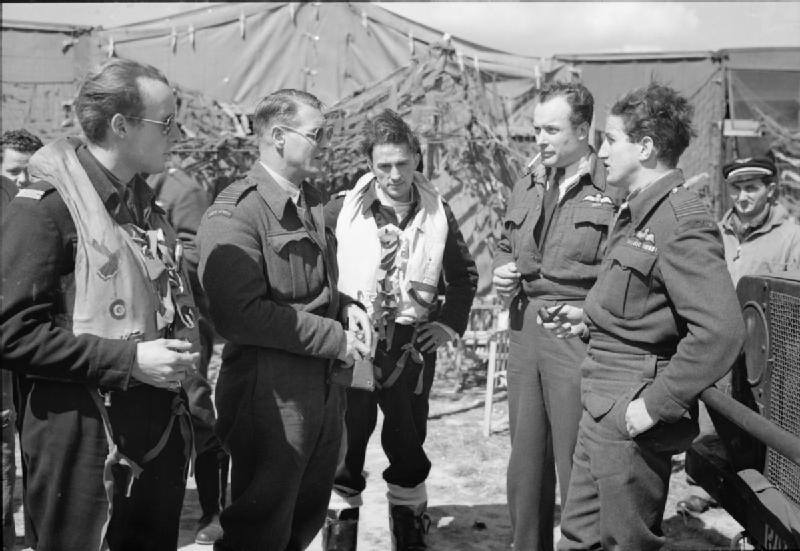
Malan z oficerami RAFu, 6 czerwca 1944.

Malan wymagał ścisłego przestrzegania dyscypliny, nie znosił głupstw a wobec podoficerów pilotów był bezwzględny. Niechętny był do przyznawania odznaczeń i miał rygorystyczne zasady wydawania wniosków o medale: 6 zestrzeleń za Distinguished Flying Cross, 12 za DSC nadany po raz drugi oraz 18 za Distinguished Service Order.
24 grudnia 1940 otrzymał Distinguished Service Order, a 5 dni później został dodany do listy pilotów których portretował Cuthbert Orde, oficjalny artysta RAF. Malana spotkał rzadki zaszczyt, jego portret został namalowany w kolorze a nie jak zazwyczaj, węglem. 10 marca 1941 objął dowództwo skrzydła Biggin Hill na czele którego brał udział w operacjach zaczepnych. W sierpniu 1941 został wycofany z działań bojowych. Miał na swoim koncie 27 zestrzeleń pewnych, 7 zestrzeleń zespołowych, 2 niepotwierdzone, 3 prawdopodobne oraz 16 uszkodzeń, co wtedy stanowiło go największym asem RAFu. 6 stycznia 1942, w stopniu majora (squadron leader) został przeniesiony do rezerwy.
1 września 1942 został awansowany do rangi podpułkownika (wing commander) i otrzymał dowództwo bazy RAF w Biggin Hill. Mimo rozkazom zakazującym loty bojowe oficerom wysokiego szczebla, często je łamał, aby wziąć udział w walce. W październiku 1943 przyznano mu dowództwo 19 skrzydła myśliwskiego a wiosną 1944 stanął na czele 145 skrzydła myśliwskiego Wolnych Francuzów. Wieczorem 6 czerwca 1944 osobiście uczestniczył w locie bojowym nad Normandią w ramach operacji Overlord.

## Zasady walki
Chociaż Malan nie był utalentowanym pilotem i nie posiadał instynktu myśliwca, był świetnym strzelcem, bardzo walecznym lotnikiem i przede wszystkim wyjątkowym taktykiem. Swoje techniki walki wpajał młodszym pokoleniom pilotów. Opracował zestaw prostych zasad dla pilotów myśliwskich rozpowszechnionych w RAFie, które  były rozwieszane na ścianach większości brytyjskich baz.
10 ZASAD WALKI POWIETRZNEJ
1. Czekaj aż zobaczysz białka oczu przeciwnika, strzelaj krótkimi, jedno-, dwusekundowymi seriami, dopiero gdy na pewno namierzysz cel.
2. Podczas strzelania nie myśl o niczym innym, napręż całe ciało, trzymaj obie ręce na drążku, skoncentruj się na celowniku.
3. Zawsze się rozglądaj, trzymaj palec na spuście.
4. Wysokość daje Ci inicjatywę.
5. Zawsze się obracaj i stawiaj czoło przeciwnikowi.
6. Szybko podejmuj decyzję. Lepiej działać szybko nawet jeżeli Twoja taktyka nie jest najlepsza.
7. Podczas walki nigdy nie leć prosto i na tej samej wysokości dłużej niż 30 sekund.
8. Gdy atakujesz lotem nurkowym, zawsze zostaw część formacji wyżej, aby mogła Cię osłaniać.
9. INICJATYWA, AGRESYWNOŚĆ, DYSCYPLINA, PRACA ZESPOŁOWA to słowa, które mają znaczenie w walce powietrznej.
10. Atakuj szybko, uderz mocno, znikaj.

## Lata powojenne
5 kwietnia 1946 Malan odszedł z RAF w stopniu pułkownika, (group captain) i wrócił do Południowej Afryki, gdzie dołączył do Torch commando, organizacji kombatanckiej przeciwnej apartheidowi i został jej prezesem. Sprzeciwiał się państwu policyjnemu, cenzurze, rasizmowi oraz innym despotycznym przejawom Partii Narodowej (National Party). Wśród liderów organizacji było wielu zdemobilizowanych żołnierzy którzy później wstąpili do Afrykańskiego Kongresu Narodowego oraz do jego zbrojnego ramienia Umkhonto we Sizwe kierowanego przez Nelsona Mandelę.
Adolph Malan zmarł 17 września 1963 z powodu powikłań choroby Parkinsona. Miał żonę Lindę, syna Jonathana i córkę Valerie.
W filmie Bitwa o Anglię postać majora Skippera w którą wcielił się Robert Shaw jest inspirowana osobą Malana. Na początku filmu Skipper w pozorowanej walce z niedoświadczonym pilotem krzyczy do niego ze złością: „Podczas walki nigdy nie leć prosto i na tej samej wysokości dłużej niż 30 sekund” cytując jedna z zasad Malana[potrzebne źródło].

## Odznaczenia
- Krzyż Wybitnej Służby Lotniczej
- Order Wybitnej Służby
- Krzyż Wojenny – Belgia
- Krzyż Wojenny – Czechosłowacja
- Legia Honorowa – Francja
- Krzyż Wojenny – Francja